# دإييا ميكاوا
دإييا ميكاوا (باليابانية: 前川 黛也) (8 سبتمبر 1994 في هيروشيما في اليابان – )؛ هو لاعب كرة قدم كان يلعب كحارس مرمى.

## وصلات خارجية
- دإييا ميكاوا على موقع رابطة كرة القدم اليابانية للمحترفين (اليابانية)
- دإييا ميكاوا على موقع إي إس بي إن إف سي (الإنجليزية)
- دإييا ميكاوا على موقع قاعدة بيانات كرة القدم.إي يو (الإنجليزية)
- دإييا ميكاوا على موقع ناشيونال فوتبول تيمز (الإنجليزية)
- دإييا ميكاوا على موقع Soccerbase.com (لاعب) (الإنجليزية)
- دإييا ميكاوا على موقع Soccerway.com (الإنجليزية)
- دإييا ميكاوا على موقع عالم كرة القدم.نت (الإنجليزية)